# Favières (Somme)
Favières település Franciaországban, Somme megyében. Lakosainak száma 454 fő (2022. január 1.). Favières Le Crotoy, Forest-Montiers, Ponthoile és Rue községekkel határos.

## Népesség
A település népességének változása:
| Lakosok száma | 460  | 470  | 462  | 462  | 462  | 457  | 455  | 454  |
|               | 2015 | 2016 | 2017 | 2018 | 2019 | 2020 | 2021 | 2022 |